# جون هال (عالم)
جون هال (بالإنجليزية: Jon Hall)‏ (و. 1950  م) هو مبرمج، ومهندس، وعالم حاسوب أمريكي، ولد في الولايات المتحدة.

## التعليم
تعلم في معهد رينسيلار للعلوم التطبيقية، وجامعة دركسل.